# Nobecovirus
Nobecovirus je podrod virusa iz roda Betacoronavirus. Virusi u grupi prethodno su bili poznati kao koronavirusi grupe 2d.

## Struktura
Virusi ovog podroda, kao i drugi koronavirusi, imaju omotnicu lipidnog dvosloja u kojoj su usidreni strukturni proteini membrane (M), ovojnice (E) i šiljka (S).